# Цигани (Лодзинське воєводство)
Цигани (пол. Cygany) — село в Польщі, у гміні Кросневиці Кутновського повіту Лодзинського воєводства.
У 1975-1998 роках село належало до Плоцького воєводства.